# Михайлівська церква (Великий Листвен)
Михайлівська церква — православний храм та пам'ятка архітектури національного значення у Великому Листвені.

## Історія
Постановою Кабінету Міністрів УРСР від 06.09.1979 № 442 «Про доповнення списку пам'яток містобудування і архітектури Української РСР, що перебувають під охороною держави» надано статус «пам'ятка архітектури національного значення» з охоронним № 1773.
Встановлено інформаційну дошку.

## Опис
Михайлівська церква є прикладом оригінального задуму та конструктивного рішення, що не має аналогів у кам'яній архітектурі Лівобережної України.
Споруджена 1742 року над заплавою річки Дирчин (Крюкова) на замовлення Андрія Дуніна-Борковського. Найпізніший відомий в Україні приклад кладки з жолобкової (так званої литовської) цегли.
У плані повторює традиційний тип тридольного (тризрубного) храму. Центральна ділянка храму (9×9 м) перекрита хрестовим склепінням завтовшки в цеглу. Замість світлового купола мав високий дерев'яний намет з маківкою. Внутрішній простір висвітлювався великими у два яруси вікнами. 1855 року було перебудовано: збудовано міжповерхове перекриття по балках (вікна з'явилися на кожному ярусі) та напівсферичний купол на низькому барабані, з'явилися притвори (паперті з півдня та півночі), до бабиня прибудований 4-колонний портик тосканського ордера з трикутним фронтоном.
Цегляний, тридольний (тризрубний) храм, що складається з бабинця (притвора), нефа та вівтаря, розташованих по осі захід-схід. Фасад прикрашений багатопрофільним карнизом у первісному стилі бароко. Неф завершує напівсферичний купол на низькому барабані. Вхід прикрашений 4-колонним портиком тосканського ордера, що увінчується трикутним фронтоном.
Церква була передана релігійній громаді. До 2012 року церква була у напівзруйнованому стані. У період 2012—2017 років відреставровано та відбудовано (зокрема, відновлено купол на барабані), знову освячено та відновлено богослужіння.